# Jacobello d'Antonio

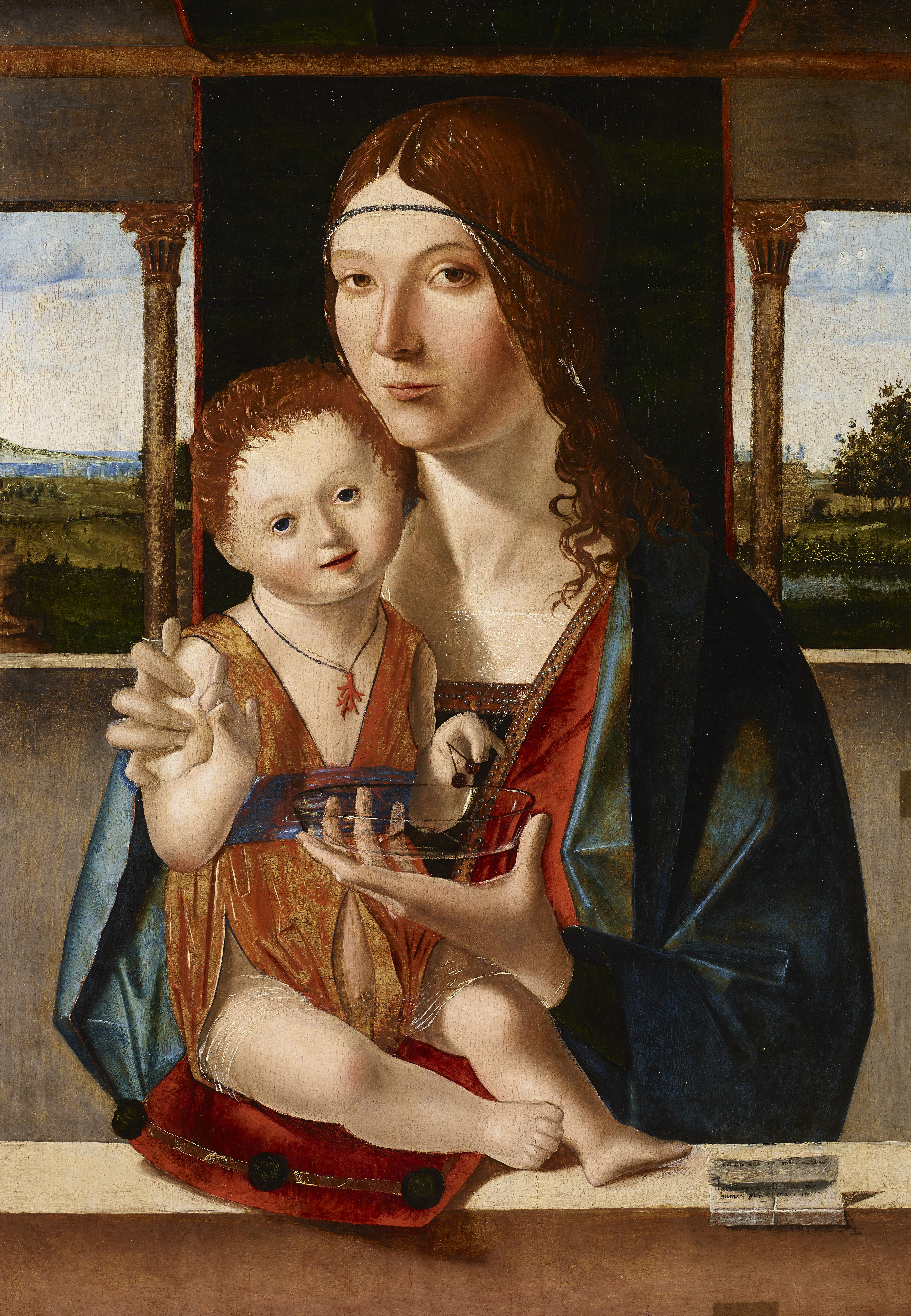
Vierge à l'Enfant, datée de 1480, Académie Carrara, Bergame.

Jacopo de Antonio, ou encore Jacobello Antonello, Jacobello da Messina, ou Iacobello di Antonello (né à Messine vers 1456 et mort entre 1482 et 1488), est un peintre italien actif à la Renaissance. Il est le fils d'Antonello de Messine.

## Biographie
Fils du peintre Antonello de Messine, Jacobello est probablement né à Messine quelque temps avant 1457 et s'est certainement rendu à Venise avec son père dans les années 1460 et 1470. Il était également actif à Naples et est mentionné dans le testament de son père de 1479. Peu d'œuvres lui sont attribuées. Sa seule œuvre signée et datée  est une Vierge à l'Enfant, datée de 1480, visible à l'Académie Carrara à Bergame. Il y décrit son père comme un « peintre non humain » en raison de son génie.
On est sans nouvelles de lui après l'acte notarié de décembre 1481, par lequel sa mère, remariée à un notaire, partage les biens reçus de son premier mari, tandis que le testament de sa grand-mère Garita l'enregistre comme déjà mort en 1488.
Alfonso Franco de Messine aurait été son élève.